# Andros, Bahamas
Andros Island är den största ön på Bahamas och den femte största ön i Västindien på ungefär 6 000 km² i området och 167 km lång och 64 km bred vid sin bredaste punkt. Den består egentligen av tre större öar: North Andros (med en area av 3 439 km² Bahamas största ö), Mangrove Cay och South Andros. Ön har världens tredje största barriärrev, vilket är över 230 km långt. Det är känt av bahamerna som "Big Yard".
Ön delas i tre distrikt North Andros, Mangrove Cay och South Andros.

## Galleri

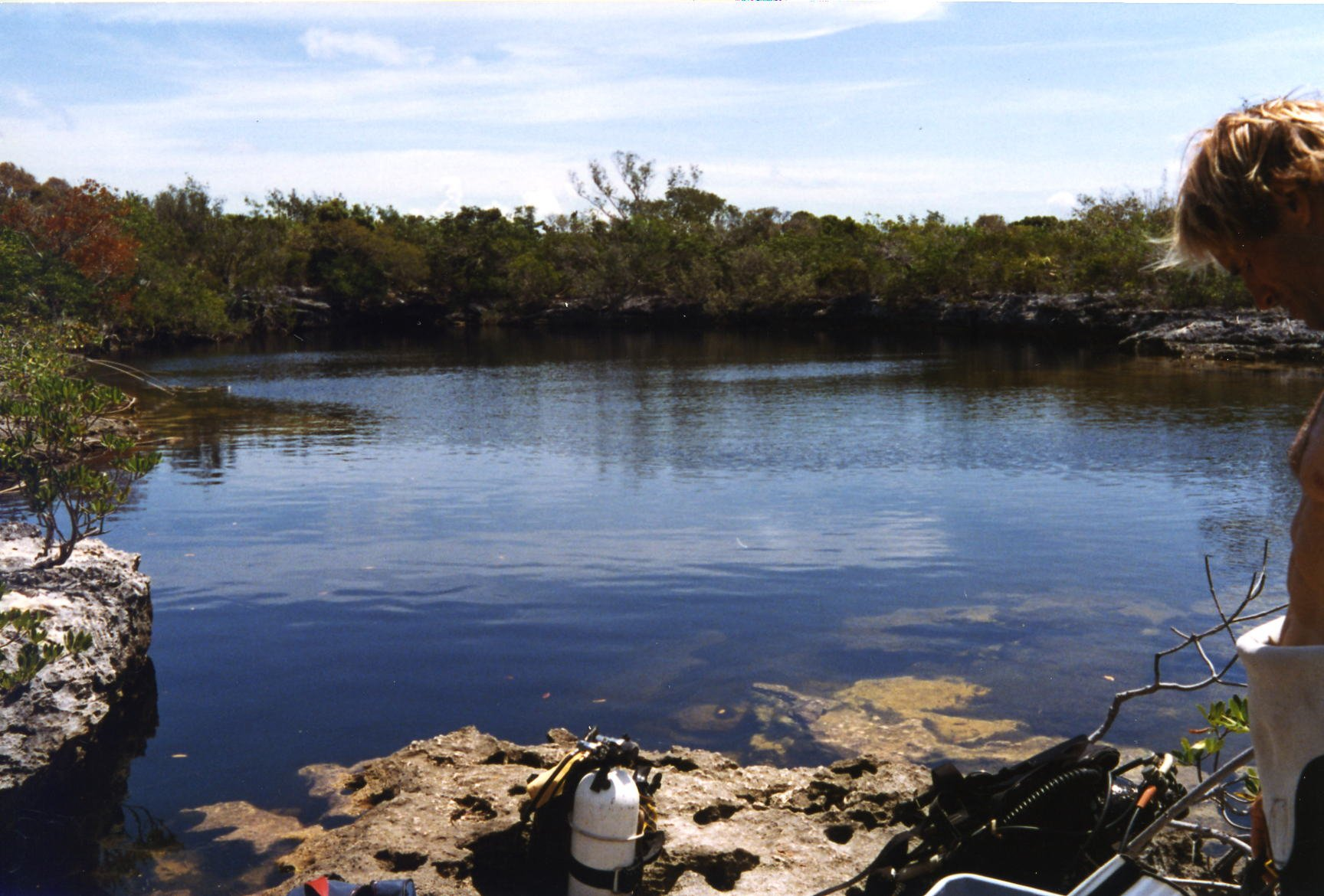
Guardian Blue Hole
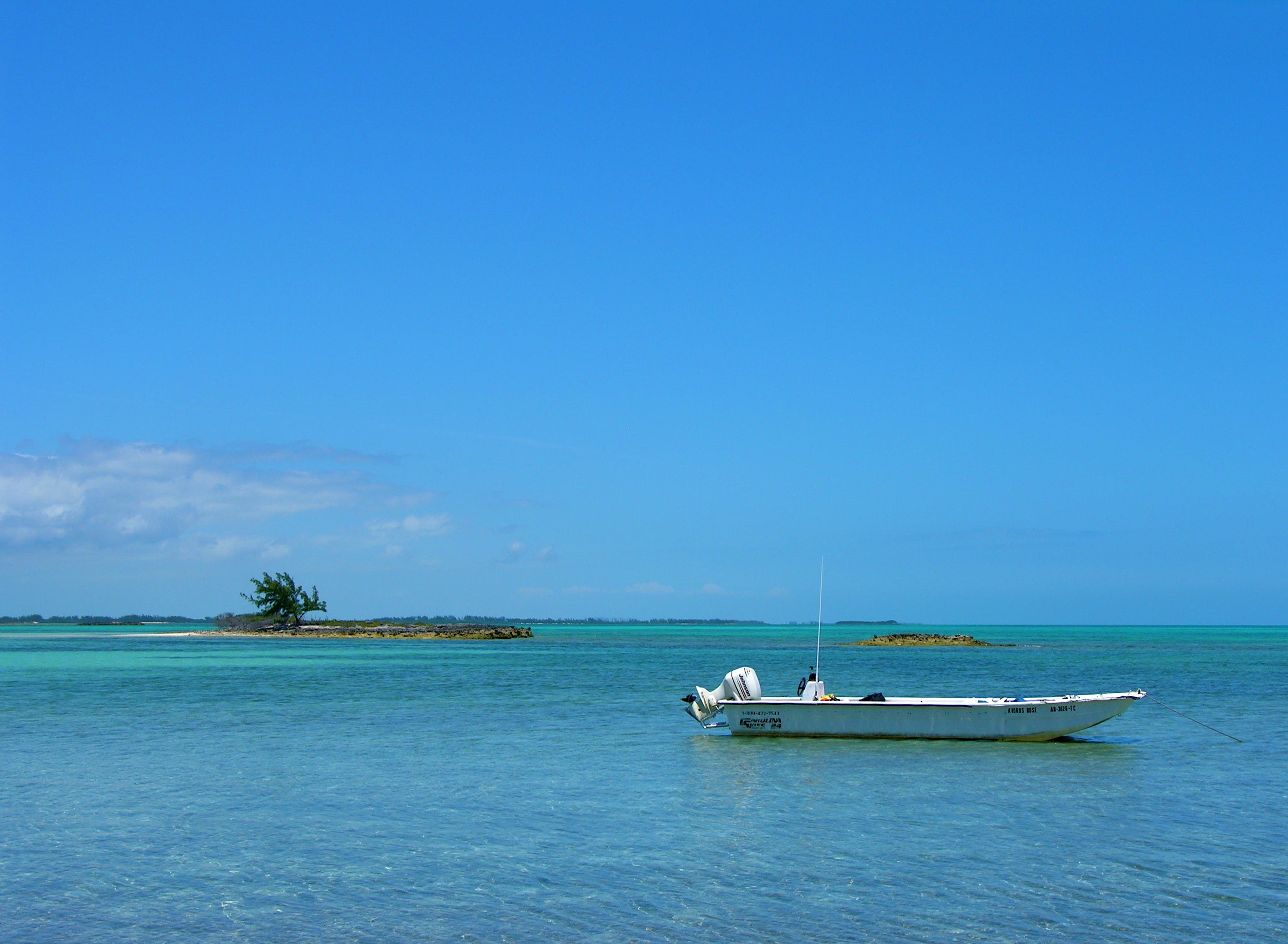
Saddleback Cay